# Archelange
Archelange ist eine französische Gemeinde mit 218 Einwohnern (Stand 1. Januar 2022) im Département Jura in der Region Bourgogne-Franche-Comté. Sie gehört zum Arrondissement Dole sowie zum Kanton Authume und ist Mitglied im Gemeindeverband Communauté d’agglomération du Grand Dole.

## Geographie
Die Gemeinde liegt rund sechs Kilometer nördlich von Dole, Nachbargemeinden sind Moissey im Norden, Châtenois im Osten, Authume im Süden, Jouhe im Westen und Gredisans im Nordwesten.
Das Gemeindegebiet wird von der Départementsstraße D79 erschlossen, an der südlichen Grenze verläuft die Autobahn A36.

## Geschichte
Die Siedlung hieß um 1250 Archeleinges, ab den 1890er Jahren trug sie ihren heutigen Namen.

## Bevölkerungsentwicklung
| Jahr                       | 1968 | 1975 | 1982 | 1990 | 1999 | 2006 | 2016 |
| Einwohner                  | 146  | 113  | 164  | 197  | 213  | 225  | 223  |
| Quellen: Cassini und INSEE |      |      |      |      |      |      |      |

## Sehenswürdigkeiten
- Kirche Saint-Hubert aus dem 16. Jahrhundert
- Steinkreuz vor der Kirche aus dem 17. Jahrhundert – Monument historique[1]
- Statue des Heiligen Michael auf dem Dorfplatz

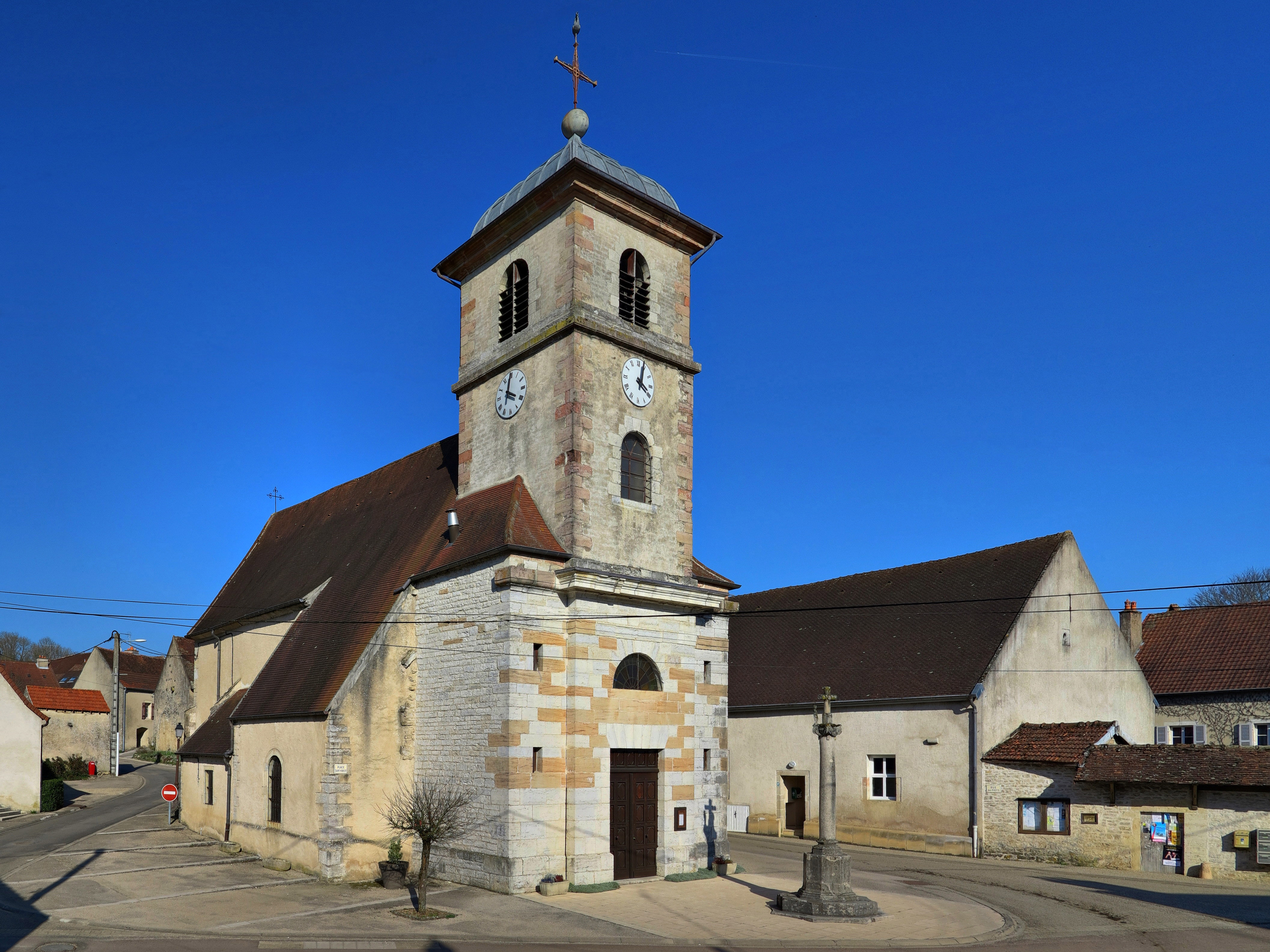
Kirche Saint-Hubert

- Quelle Saint-Marcoul